# Hitman (sèrie de videojocs)
Hitman és una sèrie de videojocs disponible en la majoria dels formats moderns. La trama dels videojocs gira al voltant d'un home anomenat Agent 47 (sovint simplement anomenat 47), que és el producte d'experiments de millors genètiques i creació de superhomes, especialment dissenyat per pitar quan és contractat. Els jocs contenen una considerable quantitat de violència i estan catalogats "Mature +17" (per a majors de disset anys) a l'ESRB i "+16" (per a majors de setze) al sistema PEGI.
La sèrie de jocs d'Hitman estan desenvolupats per l'empresa danesa IO Interactive, des de fa algun temps, divisió d'Eidos Interactive.
Quatre han estat els videojocs llançats a la venda: Hitman: Codename 47 (2000), Hitman 2: Silent Assassin (2002), Hitman: Contracts (2004) i Hitman: Blood Money (2006). El 30 de novembre del 2007 s'estrenà la pel·lícula protagonitzada per Timothy Olyphant, que fou un gran fracàs en la qüestió artística (va rebre'n molt males crítiques) i en la qüestió comercial (amb un pressupost de 70 milions de dòlars va recaptar-ne només 90).
Els videojocs han estat molt valorats en l'aspecte musical, essent així Jesper Kyd l'encarregat de llur banda sonora, amb ajut de l'orquestra simfònica de Budapest.
Després de quatre entregues de l'Agent 44, els nois d'IO Interactive no s'han oblidat de la saga que els ha fet famosos. Un dels dissenyadors d'Hitman: Blood Money, Jens P. Kurup, ha confirmat als periodistes que estan treballant en una nova entrega d'aquesta saga, la qual arribarà a PC i consoles de nova generació. De moment no han volgut especificar-ne cap possible data ni detall.

## Personatges principals o recurrents

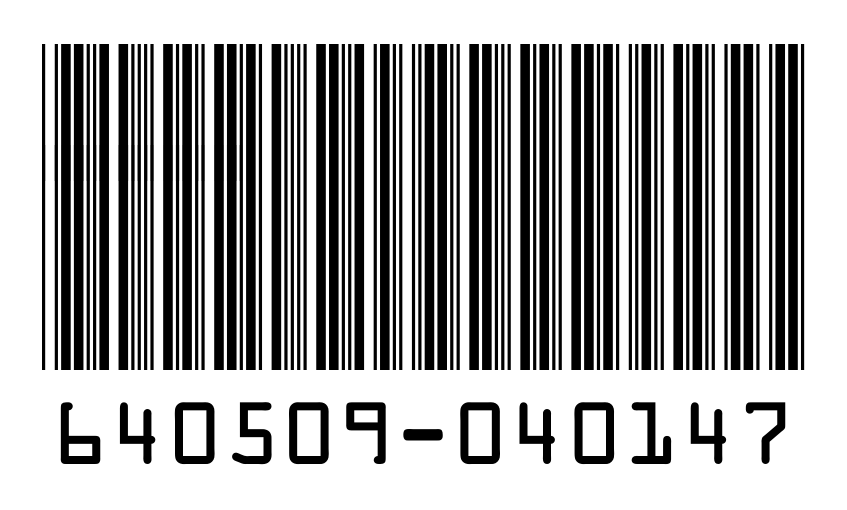
Codi de barres tatuat al clatell de l'Agent 47

- Agent 47: un assassí creat a partir de la manipulació genètica (recombinació d'ADN) de cinc dels criminals més perillosos del món. El fet que l'ADN vingués de múltiples ètnies permet a en 47 mesclar-se en cert grau en la majoria dels països del món, o almenys no semblar immediatament sospitós i fora de lloc. El seu nom ve dels últims dos dígits del codi de barres situat a la part darrera del seu cap: 640509-040147. Ell és alt, mancat de cabell, ulls verds clars, sense sentit individualista, normalment vesteix un vestit amb guants negres de pell i corbata vermella, també parla amb un suau i sofisticat accent britànic; a més d'ésser conegut per disfressar-se a si mateix. Creat de la concepció de ser l'assassí perfecte, la força, la velocitat i intel·lecte de l'Agent 47 estan per sobre de la mitjana humana. L'Agent 47 és doblat per David Bateson.
- Diana Burnwood (contacte de 47 a l'Agència)
- Dr. Ort-Meyer (creador de 47)
- Agente Smith
- Lee Hong (líder dels Red Dragon, triada xinesa)
- Frantz Fuchs (terrorista internacional)
- Dr. Odon Kovacs (company del Dr. Ort-Meyer)
- Arkadij 'Boris' Jegorov (traficante d'armes)
- Pablo Belisario Ochoa (traficante de drogues)
- Sergei Zavorotko
- Alexander Leland Cayne (antic director del FBI i actual líder de La Franquícia)
- Mark Parchezzi III 'L'Albí'
- Agent 17 (clon de l'Agent 47)

## Armes i mètodes d'execució
La sèrie d'Hitman permet que 47 mati objectius (o els que no ho són) amb una varietat de maneres silencioses, innovadores o fins i tot sàdiques. Per exemple, 47 compta amb EL CABLE DE FIBRA (una corda de piano per a matar silenciosament), tenint a més l'avantatge que no és detectada en un registre corporal i no fa sonar l'alarma dels detectors de metalls.
Són famoses en la saga les anomenades Silverballers, que són AMT Hardballers platejades i modificades, amb el logo de l'agència que a més és la icona d'Hitman. A la saga tenen una potència increïble, possiblement similar a la d'un revòlver Magnum.
En algunes ocasions 47 empra un rifle de franctirador modificat, el model Walther-2000, inclosa la seva versió amb supressor de llum i so. A més d'aquestes armes, 47 pot aconseguir-ne més dels blancs i guardes que mata, o de caixes, taquelles o qualsevol altre lloc amagat.
Un altre element a destacar-ne és la possibilitat d'atacar cos a cos un enemic, emprar verí en el seu menjar, utilitzar elements de l'escenari com coixins per asfixiar-lo, objectes pesants per esclafar-lo i molts mètodes més exclusius de cada escenari.
Particularment, una altra manera "silenciosa" de matar una persona a partir d'Hitman: Blood Money és que ocorri un "accident": es pot empentar algú per un balcó, posar una bomba a la cadena de subjecció d'un llum pesant perquè caigui sobre l'objectiu, llençar un mort per la barana de l'escala per simular que n'ha caigut, o enverinar l'alcohol que pren per fer creure que ha mort per excés d'alcohol en sang.